# Тынышпаев, Искандер Мухамеджанович
Исканде́р Мухамеджа́нович Тынышпа́ев (1909, Асхабад, Закаспийская область — 1 апреля 1995, Алма-Ата) — советский казахский кинооператор и фотограф. Заслуженный деятель искусств Казахской ССР (1965). Народный артист Казахстана (1994).

## Биография
Родился в 1909 году в Ашхабаде в семье общественного деятеля и политика Мухамеджана Тынышпаева. Его дед, Тынышбай, происходил из  казахского рода Садыр племени Найман.
Окончил операторский факультет Всесоюзного Государственного института кинематографии (мастерская Л. В. Косматова).
В 1928 принимал участие в организации Казахского отделения «Востоккино», снимал первую кинохронику Советского Казахстана.
В 1930 году после ареста отца был подвергнут десятилетней ссылке.
В 1940-е годы вернулся к работе и более сорока лет был кинооператором киностудии «Казахфильм».
Первой самостоятельной полнометражной работой в художественном кино стал фильм «Его время придёт» (1957).
Член Союза кинематографистов СССР с 1958 года.
Занимался портретной фотографией, фото киноартистов авторства Искандера Тынышпаева издавались на открытках массовыми тиражами.
Умер в 1995 году.
Был женат, две дочери — Марина — сурдопедагог, жена известного казахстанского певца Алибека Днишева, и Елена — тележурналист.

## Фильмография
Кинооператор художественных фильмов:
- 1945 — Тахир и Зухра (один из четырёх операторов)
- 1955 — Мать и сын (к/м, совм. с Асхатом Ашраповым)
- 1956 — Берёзы в степи (комбинированные съёмки)
- 1955 — Дочь степей (помощник оператора)
- 1957 — Его время придёт
- 1958 — Мы из Семиречья
- 1959 — Однажды ночью
- 1962 — Перекрёсток (комбинированные съёмки)
- 1974 — Курмангазы (телефильм)
- 1985 — Знай наших! (совм. с Александром Ниловым)

Как актёр снялся в эпизодических ролях двух фильмов:
- 1972 — Зима — не полевой сезон — Иса-ага
- 1980 — Месяц на размышление — доцент Ахмеджан Кадырович